# Corva (enfermedad)
En veterinaria, se llama corva a un tumor duro que afecta a los equinos. Ocupa la parte posterior e inferior del hueso calcáneo, hasta la parte superior y posterior de la caña, encima del tendón flexor del pie y de la misma naturaleza que el sobrenervio o sobretendón que sale por debajo de la rodilla en el tendón flexor de las extremidades anteriores. 
Algunas veces es de naturaleza flemonosa o inflamatoria, particularmente al principio, y entonces hace cojear al animal. La excesiva extensión de los tendones flexores es la verdadera causa de la corva.